# Dongjituo
Dongjituo  är en köping i Kina. Den ligger i storstadsområdet Tianjin, i den norra delen av landet, omkring 47 kilometer nordost om stadens centrum.